# François Chan Liat
François Chan Liat est un karatéka réunionnais. Il est ceinture noire 6e dan F.F.K.A.M.A. en 1999 et 8e dan F.E.K.A.M.T . Il fonde le Dojo Chant Liat en 1999.

## Palmarès
- Quatre fois Champion de France Kata (1984/1985/1987/1988)
- Médaillé de bronze aux Championnats d’Europe 1986 (Espagne)
- 4e aux Championnats du Monde Kata en 1986 (Australie)